# Schneppenbaum

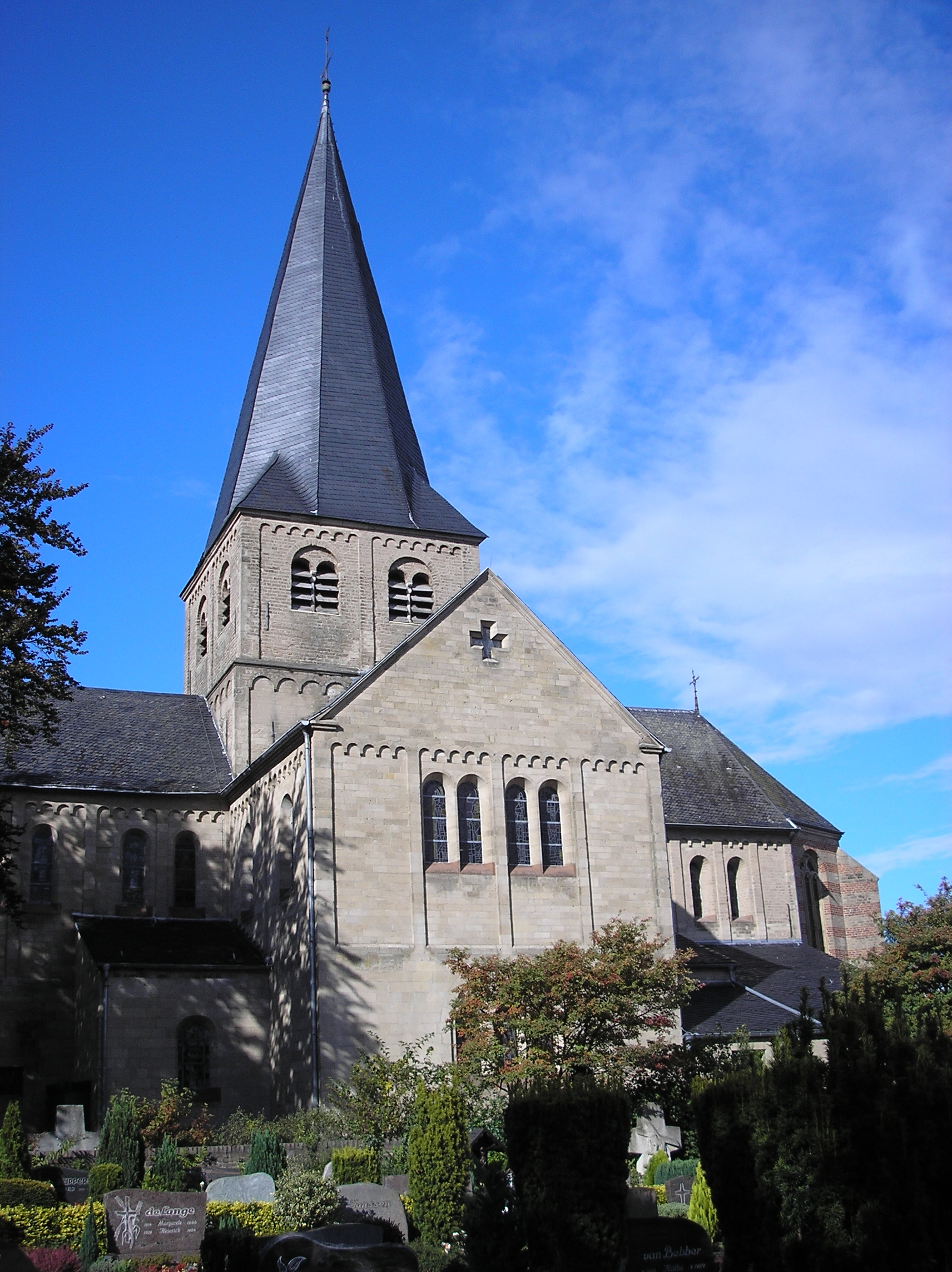
Pfarrkirche St. Markus

Schneppenbaum ist ein Ortsteil der Gemeinde Bedburg-Hau im Kreis Kleve. In Schneppenbaum leben 2.920 Menschen (Stand: 31. Dezember 2022).
Der Name Schneppenbaum leitet sich von dem Bauern Derik Sneppe ab, der im 15. Jahrhundert an einem Schlagbaum wohnte, den Graf Adolf II. an wichtigen Straßenkreuzungen errichten ließ.
Der Ort wurde am 1. Juli 1969 in die neugebildete Gemeinde Bedburg-Hau eingegliedert.
In Schneppenbaum stehen die Pfarrkirche St. Markus sowie das Rathaus der Gemeinde Bedburg-Hau. Im Südwesten liegt die LVR-Klinik Bedburg-Hau. Außerdem ist die Gemeinschaftsgrundschule St. Markus in Schneppenbaum ansässig.

## Wappen
| Wappen der früheren Gemeinde Schneppenbaum | Blasonierung: „In Grün ein silberner (weißer) bewurzelter Lindenbaum, in dessen Krone vier rote 1 :3 gestellte Schnepfen stehen“ |
| Wappen der früheren Gemeinde Schneppenbaum | Wappenbegründung: Das Wappen wurde 8. März 1963 vom nordrhein-westfälischen Innenminister verliehen. Es handelt sich hier um ein sogenanntes "redendes Wappen", "die Schnepfen auf dem Baum". Die vier Vögel stehen für die ehemaligen gemeindeangehörigen Dörfer Hasselt, Qualburg, Riswick und Schneppenbaum selbst. |

### Banner
|  | 00Banner: „Das Banner zeigt auf einer grünen Bahn die Symbole des Wappens.“ |